# Джонсон, Деметриус
Деме́триус Хрисна Джо́нсон (англ. Demetrious Khrisna Johnson; род. 13 августа 1986) — американский боец смешанных боевых искусств, бывший чемпион UFC в наилегчайшем весе и обладатель самой длинной серии защит титула (одиннадцать). Бывший чемпион ONE в наилегчайшем  весе.
ESPN.com, MMA Weekly и UFC называют Джонсона одним из величайших бойцов в мире.

## Карьера

### Чемпион UFC в наилегчайшем весе (2012—2018)
На пути к поясу Джонсон столкнулся с Джозефом Бенавидесом в финале турнира UFC 152 в легчайшем весе 22 сентября 2012 года, победив соперника раздельным решением судей (48-47, 47-48, 49-46).
Чтобы стать первым в списке UFC в наилегчайшем весе Джонсон боролся с Джоном Додсоном 26 января 2013 года на UFC on Fox 3. Додсону удалось соответствовать скорости Джонсона, также провести два броска, но Джонсону удалось выиграть благодаря своей борьбе. Джонсон выиграл бой единогласным решением судей (48-47, 49-46, 48-47). Оба бойца удостоились премии «Лучший бой вечера».
Далее Джонсон столкнулся с Джоном Морагой 13 апреля 2013 года в Ultimate Fighter 17 Finale. Тем не менее, Джонсон был вынужден сняться с боя из-за травмы и Морага был снят с мероприятия, бой был перенесён и в конечном итоге состоялся 27 июля 2013 года на UFC on Fox 8. Джонсон доминировал в борьбе практически во всех пяти раундах, и в конце пятого раунда победил рычагом локтя. Джонсон удостоился премии «Болевой приём вечера».
Матч-реванш с Джозефом Бенавидесом ожидался 30 ноября 2013 года на Ultimate Fighter 18 Finale. Однако бой был перенесён на 14 декабря 2013 года на UFC Fox 9 из-за переноса заглавного боя этого мероприятия из-за травмы. Джонсон выиграл матч-реванш нокаутом в первом раунде будучи первым человеком, остановившим Бенавидеса. За этот бой Джонс удостоился премии «Лучший нокаут вечера».
Далее Джонсон столкнулся с российским бойцом Али Багаутиновым 14 июня 2014 года на UFC 174. Он успешно защитил свой титул в четвёртый раз, победив единогласным решением судей. После боя Атлетическая комиссия Британской Колумбии (BCAC) заявила что Багаутинов дал положительный тест на эритропоэтин до титульного боя. В ответ на это BCAC отстранила Багаутинова от выступлений на один год.
Джонсон пятый раз защитил титул против Криса Кариасо 27 сентября 2014 года, в главном событии UFC 178, выиграв бой болевым приёмом кимура во втором раунде. Это был первый раз на UFC, когда бой за титул был выигран кимурой.
25 апреля 2015 года на UFC 186 Джонсон защитил свой титул в шестой раз подряд, победив в неравной схватке Кёдзи Хоригути рычагом локтя на 4:59 пятого раунда. Это была самая позднейшая остановка с истории UFC. После боя Джонсон удостоился премии за «Выступление вечера».
Реванш с Джоном Додсоном состоялся 5 сентября 2015 года в рамках турнира UFC 191. В достаточно одностороннем бое Джонсон выиграл единогласным решением судей.
Следующим соперником Джонсона стал олимпийский чемпион по вольной борьбе Генри Сехудо, их бой прошёл 23 апреля 2016 года на турнире UFC 197. Джонсон выиграл бой техническим нокаутом в первом раунде обрушив шквал ударов коленями по корпусу. Джонсон получил свою вторую премию за «Выступление вечера».
Джонсон столкнулся с Тимом Эллиоттом 3 декабря 2016 года на турнире The Ultimate Fighter 24 Finale. Джонсон сумел выиграть бой единогласным решением судей.
Джонсон должен был встретиться с Вилсоном Рейсом 30 июля 2016 года на турнире UFC 201, однако 8 июля Джонсон снялся с боя из-за травмы полученной во время тренировки. Джонсон вышел на бой с Вилсоном Рейсом 15 апреля 2017 года в рамках турнира UFC on Fox 24. Джонсон выиграл схватку в третьем раунде при помощи болевого приёма рычаг локтя и получил премию «Выступление вечера». С помощью этой победы, Джонсон сумел повторить исторический рекорд Андерсона Силвы в десять успешных защит титула. На UFC 216 Деметриус Джонсон встречался с Реем Боргом, и победил болевым приёмом в пятом раунде и тем самым в 11-й раз защитив титул. Джонсон побил рекорд Андерсона Силвы, который защищал титул UFC 10 раз.
5 Августа 2018 года Деметриус вышел на 12 защиту пояса против Генри Сехудо. Бой был вторым по значимости в рамках турнира UFC 227. Поединок получился очень близким, преимущество переходило от одного бойца к другому и длился все 5 раундов. По окончании боя один судья оценил бой в пользу Деметриуса (48-47), а двое других судей оценили в пользу Сехудо (48-47, 48-47).Таким образом Джонсон потерял титул после 11 успешных защит, а олимпийский чемпион Генри Сехудо стал вторым чемпионом UFC за историю наилегчайшего дивизиона, сотворив один из самых громких апсетов. Бой получил статус «Лучший бой вечера». В октябре 2018 года UFC и The One обменялись своими звёздными игроками. UFC обменяли Джонсона на Бена Аскрена.

### The One
В сингапурском промоушене Диметриус сходу показал свои чемпионские амбиции. Его дебют в стенах The One состоялся в марте 2019 года, в своём первом матче он достаточно уверенно разобрался с японцем Юа Вакаматсу. В полуфинале Гран При The One, который проходил в Маниле в августе 2019 года, Джонсон нанёс поражение ещё одному японцу Тацумитсу Ваде и вышел в финал.

## Титулы и достижения
- Ultimate Fighting Championship
  - Чемпион UFC в наилегчайшем весе (один раз)
  - Одиннадцать успешных защит титула
  - Обладатель премии «Лучший бой вечера» (три раза) против Иан Макколл, Джон Додсон, Генри Сехудо
  - Обладатель премии «Лучший нокаут вечера» (один раз) против Джозеф Бенавидес
  - Обладатель премии «Болевой приём вечера» (один раз) против Джон Морага
  - Обладатель премии «Выступление вечера» (четыре раза) против Кёдзи Хоригути, Генри Сехудо, Вилсон Рейс, Рей Борг
- ONE Championship
  - Чемпион ONE Championship в наилегчайшем весе (один раз)
  - Одна успешная защита титула

## Статистика в профессиональном ММА
| Боёв 38  | Побед 33 | Поражений 4 |
| -------- | -------- | ----------- |
| Нокаутом | 6        | 1           |
| Сдачей   | 13       | 0           |
| Решением | 14       | 3           |
| Ничьи    | 1        | 1           |

| Результат | Рекорд | Соперник             | Способ                                         | Турнир                                               | Дата             | Раунд | Время | Место             | Примечание |
| --------- | ------ | -------------------- | ---------------------------------------------- | ---------------------------------------------------- | ---------------- | ----- | ----- | ----------------- | --- |
| Победа    | 33-4-1 | Адриано Мораес       | Единогласное решение                           | ONE on Prime Video 10                                | 5 мая 2023       | 5     | 5:00  | Брумфилд, США     | Защитил титул чемпиона ONE в наилегчайшем весе.                                                                                      |
| Победа    | 32-4-1 | Адриано Мораес       | KO (колено в прыжке)                           | ONE on Prime Video 1                                 | 27 августа 2022  | 4     | 3:50  | Каланг, Сингапур  | Завоевал титул чемпиона ONE в наилегчайшем весе.                                                                                     |
| Победа    | 31-4-1 | Родтанг Джитмуангнон | Техническая сдача (удушающий сзади)            | ONE Championship - One X                             | 26 марта 2022    | 2     | 2:13  | Каланг, Сингапур  | Четыре трехминутных раунда по правилам Муай Тай и ММА..                                                                              |
| Поражение | 30-4-1 | Адриано Мораес       | KO (удар коленом)                              | ONE on TNT 1: Мораес - Джонсон                       | 7 апреля 2021    | 2     | 2:24  | Каланг, Сингапур  | Бой за титул чемпиона ONE в наилегчайшем весе.                                                                                       |
| Победа    | 30-3-1 | Дэнни Кингад         | Единогласное решение                           | ONE Championship Century - Часть первая              | 12 октября 2019  | 3     | 5:00  | Токио, Япония     | Финал гран-при ONE в наилегчайшем весе.                                                                                              |
| Победа    | 29-3-1 | Тацумицу Вада        | Единогласное решение                           | ONE Championship Dawn of Heroes                      | 2 августа 2019   | 3     | 5:00  | Манила, Филиппины | Полу-финальный поединок гран-при ONE в наилегчайшем весе.                                                                            |
| Победа    | 28-3-1 | Юя Вакамацу          | Удушающий приём (гильотина)                    | ONE Championship: A New Era                          | 31 марта 2019    | 2     | 2:40  | Токио, Япония     | Четвертьфинальный поединок гран-при ONE в наилегчайшем весе.                                                                         |
| Поражение | 27-3-1 | Генри Сехудо         | Раздельное решение                             | UFC 227                                              | 4 августа 2018   | 5     | 5:00  | Лос-Анджелес, США | Лишился титула чемпиона UFC в наилегчайшем весе.                                                                                     |
| Победа    | 27-2-1 | Рей Борг             | Болевой приём (рычаг локтя)                    | UFC 216                                              | 7 октября 2017   | 5     | 3:15  | Лас-Вегас, США    | Защитил(11) титул чемпиона UFC в наилегчайшем весе. Рекорд по количеству защит титула в UFC. Выступление вечера. Болевой прием года. |
| Победа    | 26-2-1 | Вилсон Рейс          | Болевой приём (рычаг локтя)                    | UFC on Fox: Johnson vs. Reis                         | 15 апреля 2017   | 3     | 4:49  | Канзас-Сити, США  | Защитил(10) титул чемпиона UFC в наилегчайшем весе. Выступление вечера.                                                              |
| Победа    | 25-2-1 | Тим Эллиотт          | Единогласное решение                           | The Ultimate Fighter: Tournament of Champions Finale | 3 декабря 2016   | 5     | 5:00  | Лас-Вегас, США    | Защитил(9) титул чемпиона UFC в наилегчайшем весе.                                                                                   |
| Победа    | 24-2-1 | Генри Сехудо         | Технический нокаут (удар коленями и добивание) | UFC 197                                              | 24 апреля 2016   | 1     | 2:49  | Лас-Вегас, США    | Защитил(8) титул чемпиона UFC в наилегчайшем весе. Выступление вечера.                                                               |
| Победа    | 23-2-1 | Джон Додсон          | Единогласное решение                           | UFC 191                                              | 5 сентября 2015  | 5     | 5:00  | Лас-Вегас, США    | Защитил(7) титул чемпиона UFC в наилегчайшем весе.                                                                                   |
| Победа    | 22-2-1 | Кёдзи Хоригути       | Болевой приём (рычаг локтя)                    | UFC 186                                              | 25 апреля 2015   | 5     | 4:59  | Монреаль, Канада  | Защитил(6) титул чемпиона UFC в наилегчайшем весе. Выступление вечера. Позднейшая остановка боя в истории UFC.                       |
| Победа    | 21-2-1 | Крис Кариасо         | Болевой приём (кимура)                         | UFC 178                                              | 27 сентября 2014 | 2     | 2:29  | Лас-Вегас, США    | Защитил(5) титул чемпиона UFC в наилегчайшем весе.                                                                                   |
| Победа    | 20-2-1 | Али Багаутинов       | Единогласное решение                           | UFC 174                                              | 14 июня 2014     | 5     | 5:00  | Ванкувер, Канада  | Защитил(4) титул чемпиона UFC в наилегчайшем весе. Багаутинов дал положительный тест на эритропоэтин.                                |
| Победа    | 19-2-1 | Джозеф Бенавидес     | Нокаут (удар)                                  | UFC on Fox: Johnson vs. Benavidez 2                  | 14 декабря 2013  | 1     | 2:51  | Сакраменто, США   | Защитил(3) титул чемпиона UFC в наилегчайшем весе. Лучший нокаут вечера.                                                             |
| Победа    | 18-2-1 | Джон Морага          | Болевой приём (рычаг локтя)                    | UFC on Fox: Johnson vs. Moraga                       | 27 июля 2013     | 5     | 3:43  | Сиэтл, США        | Защитил(2) титул чемпиона UFC в наилегчайшем весе. Болевой приём вечера.                                                             |
| Победа    | 17-2-1 | Джон Додсон          | Единогласное решение                           | UFC on Fox: Johnson vs. Dodson                       | 26 января 2013   | 5     | 5:00  | Чикаго, США       | Защитил(1) титул чемпиона UFC в наилегчайшем весе. Лучший бой вечера.                                                                |
| Победа    | 16-2-1 | Джозеф Бенавидес     | Раздельное решение                             | UFC 152                                              | 22 сентября 2012 | 5     | 5:00  | Торонто, Канада   | Завоевал вступительный титул чемпиона UFC в наилегчайшем весе. Финал турнира UFC в наилегчайшем весе.                                |
| Победа    | 15-2-1 | Иан Макколл          | Единогласное решение                           | UFC on FX: Johnson vs. McCall                        | 8 июня 2012      | 3     | 5:00  | Санрайз, США      | Полуфинал турнира UFC в наилегчайшем весе.                                                                                           |
| Ничья     | 14-2-1 | Иан Макколл          | Ничья (решением большинства)                   | UFC on FX: Alves vs. Kampmann                        | 3 марта 2012     | 3     | 5:00  | Сидней, Австралия | Дебют в наилегчайшем весе. Полуфинал турнира UFC в наилегчайшем весе. Лучший бой вечера.                                             |
| Поражение | 14-2   | Доминик Крус         | Единогласное решение                           | UFC Live: Cruz vs. Johnson                           | 1 октября 2011   | 5     | 5:00  | Вашингтон, США    | Бой за титул чемпиона UFC легчайшем весе.                                                                                            |
| Победа    | 14-1   | Мигель Торрес        | Единогласное решение                           | UFC 130                                              | 28 мая 2011      | 3     | 5:00  | Лас-Вегас, США    | |
| Победа    | 13-1   | Норифуми Ямамото     | Единогласное решение                           | UFC 126                                              | 5 февраля 2011   | 3     | 5:00  | Лас-Вегас, США    | |
| Победа    | 12-1   | Дамасио Пейдж        | Удушающий приём (гильотина)                    | WEC 52                                               | 11 ноября 2010   | 3     | 2:27  | Лас-Вегас, США    | |
| Победа    | 11-1   | Ник Пейс             | Единогласное решение                           | WEC 51                                               | 30 сентября 2010 | 3     | 5:00  | Брумфилд, США     | |
| Поражение | 10-1   | Брэд Пикетт          | Единогласное решение                           | WEC 48                                               | 24 апреля 2010   | 3     | 5:00  | Сакраменто, США   | |
| Победа    | 10-0   | Джесси Брок          | Нокаут (удар ногой в голову)                   | AFC 68                                               | 10 февраля 2010  | 1     | 1:06  | Анкоридж, США     | |
| Победа    | 9-0    | Фрэнки Мендес        | Удушающий приём (сзади)                        | KOTC: Thunderstruck                                  | 15 августа 2009  | 1     | 4:38  | Эверетт, США      | |
| Победа    | 8-0    | Луис Контрерас       | Удушающий приём (сзади)                        | Genesis: Rise of Kings                               | 27 июня 2009     | 1     | н/д   | Шорлайн, США      | |
| Победа    | 7-0    | Форрест Сиборн       | Удушающий приём (сзади)                        | Genesis: Cold War                                    | 6 декабря 2008   | 1     | н/д   | Белвью, США       | |
| Победа    | 6-0    | Хосе Гарза           | Болевой приём (рычаг локтя)                    | AXFC 22: Last Man Standing                           | 16 августа 2008  | 2     | 1:56  | Линвуд, США       | |
| Победа    | 5-0    | Луис Контрерас       | Болевой приём (американа)                      | USA MMA: Northwest Fighting Challenge 6              | 29 марта 2008    | 1     | н/д   | Тумуотер, США     | |
| Победа    | 4-0    | Эрик Альварес        | Единогласное решение                           | AXFC 20: March Madness                               | 8 марта 2008     | 5     | 5:00  | Линвуд, США       | |
| Победа    | 3-0    | Джефф Буржуа         | Единогласное решение                           | AXFC 18: The Art of War                              | 22 сентября 2007 | 3     | 5:00  | Линвуд, США       | |
| Победа    | 2-0    | Педро Меркадо        | Технический нокаут (удары)                     | KOTC: No Holds Barred                                | 14 июля 2007     | 1     | 1:25  | Портервилл, США   | |
| Победа    | 1-0    | Брендон Филдс        | Нокаут (удар)                                  | AXFC 16: Annihilation                                | 28 апреля 2007   | 1     | 0:17  | Эверетт, США      | |